# Parhippolyte sterreri
Parhippolyte sterreri is een garnalensoort uit de familie van de Barbouriidae. De wetenschappelijke naam van de soort is voor het eerst geldig gepubliceerd in 1981 door C.W.J. Hart & Manning.